# Mount Pleasant, Tennessee
Mount Pleasant är en ort i Maury County i delstaten Tennessee, USA.